# Doppelbund

Gagernscher Doppelbund: Deutsches Reich als Bundesstaat und Deutscher Bund (oder auch anders genannt) als Staatenbund mit Österreich.

Als Doppelbund (auch „Gagernscher Doppelbund“ oder „engerer und weiterer Bund“) bezeichnet man einen Gedanken aus der deutschen Geschichte des 19. Jahrhunderts. Im Deutschen Bund gab es Politiker, die einen deutschen Bundesstaat gründen wollten. Es wurde ihnen aber deutlich, dass Österreich nicht zu diesem Bundesstaat gehören konnte oder wollte, weder Gesamt-Österreich noch die bundeszugehörigen Gebiete Österreichs.
Daher sollten alle deutschen Staaten einen kleindeutschen Bundesstaat bilden, den engeren Bund. Dieser Bundesstaat sollte zusammen mit Österreich einen Staatenbund bilden, den weiteren Bund. Der Doppelbund kam 1849 nicht zustande: Österreich wollte sich nicht aus Deutschland herausdrängen lassen, und Preußen wollte einen Bundesstaat nur bilden, wenn dieser konservativer gestaltet würde, als dies die Frankfurter Reichsverfassung vorsah. Die Idee des Doppelbundes kam in Zukunft wieder auf. Der deutsch-österreichische Zweibund des Jahres 1879 kann als ein gewisser Nachhall des Gedanken interpretiert werden.

## Restauration und Vormärz
Vor und bei der Gründung des Deutschen Bundes von 1815 hatte es verschiedene Pläne für das Bundesgebiet gegeben. Der preußische Staatsmann Freiherr vom Stein dachte bereits 1812 einen „Doppelbund“ an. Deutschland sollte an der Mainlinie aufgeteilt werden: Im Norden sollte Preußen, im Süden Österreich die übrigen Staaten dominieren und jeweils ein engeres Bundesverhältnis begründen. Diese übrigen Staaten hätten keine eigene Außenpolitik haben dürfen. Norddeutschland und Süddeutschland sollten durch einen Staatenbund miteinander verbunden sein.

## Deutsches Reich 1848/1849

Heinrich von Gagern im Jahr 1848. Der Reichsministerpräsident verpflichtete Anfang 1849 die Nationalversammlung auf ein kleindeutsches Programm. In späteren Jahren allerdings konvertierte Gagern zum Katholizismus und engagierte sich im großdeutschen Reformverein. Im Jahr 1871 begrüßte er die kleindeutsche Einigung durch Bismarck.

Der liberale Politiker Heinrich von Gagern hatte schon 1846 den Gedanken eines Doppelbundes formuliert. Von Bedeutung wurde der Gedanke, als die deutsche Frage durch die Märzrevolution 1848 in Bewegung geriet. Im Mai 1848 kam die Deutsche Nationalversammlung in Frankfurt zusammen, gewählt von den Einwohnern des Bundesgebietes einschließlich derjenigen Teile Österreichs, die zum Bundesgebiet gehörten. Die Nationalversammlung setzte im Juni eine provisorische Verfassungsordnung für den entstehenden Bundesstaat ein, der bereits den Namen Deutsches Reich erhielt.

Verschiedene Pläne zur Deutschen Einigung (Doppelbund links unten). Flächenfarben gehören zu einem Staat, die Umrandung zu einem Staatenbund.

Zu jenem Zeitpunkt schien es noch selbstverständlich, dass die bundeszugehörigen Teile Österreichs Bestandteil des deutschen Bundesstaates sein sollten. Es wurde aber mit den Monaten unübersehbar, dass der österreichische Kaiser davon nichts wissen wollte. Nach Ansicht der Nationalversammlung hätte der österreichische Kaiser zwar Landesherrscher des bundeszugehörigen Österreichs ebenso wie von weiteren Ländern (wie Ungarn oder Lombardei-Venetien) bleiben können. Das bundeszugehörige Österreich hätte aber eine eigene Landesverfassung und Landesverwaltung haben müssen, getrennt von den Verfassungen und Verwaltungen in den weiteren Ländern. Eine entsprechende Regelung gelangte dann in die deutsche Reichsverfassung vom 28. März 1849.
Eine solche Teilung seines Staatsgebietes lehnte der österreichische Kaiser strikt ab. Er befürchtete, eine bloße Personalunion, also der Kaiser als alleinige Klammer, würde das bisherige Österreich nicht dauerhaft zusammenhalten. Die kaiserliche Regierung hielt es für interessanter, dass stattdessen der Deutsche Bund als Staatenbund bestehen bliebe und alle Teile Österreichs Bundesgebiet geworden wären. Der militärische Schutz wäre so auf ganz Österreich ausgedehnt worden. Dafür hätte Österreich zugestanden, dass der Deutsche Bund etwas ausgebaut worden wäre, mit neuen Aufgaben wie der Schaffung einheitlicher Maße und Gewichte und einer Zollunion. Dies sind die wesentlichen Gedanken des Großösterreich-Plans vom 9. März 1849.
Bereits in den letzten Monaten des Jahres 1848 hatte sich das Verhältnis zwischen deutscher Nationalversammlung und österreichischer Regierung dramatisch verschlechtert. Am 17. Dezember 1848 erhielt das Deutsche Reich eine neue Regierung: Das Kabinett Gagern löste das Kabinett des Österreichers Schmerling ab. Heinrich von Gagern aus Hessen-Darmstadt strebte einen kleindeutschen Bundesstaat an und trug am 18. Dezember der Nationalversammlung offiziell den Plan eines Doppelbundes vor. Damit sollten die großdeutschen Abgeordneten, die auf Österreich nicht verzichten wollten, beruhigt werden. Die Bande zu Österreich würden nicht ganz durchschnitten werden.
Doch der österreichische Kaiser erließ Anfang März eine zentralistische Verfassung für ganz Österreich, und der Großösterreich-Plan folgte. Damit war den Großdeutschen der politische Boden endgültig entzogen, und die Nationalversammlung einigte sich auf eine kleindeutsche Reichsverfassung. Im April lehnte der preußische König die ihm zugetragene kleindeutsche Kaiserkrone ab. Damit waren weder der engere noch der weitere Bund zustande gekommen.

## Erfurter Union

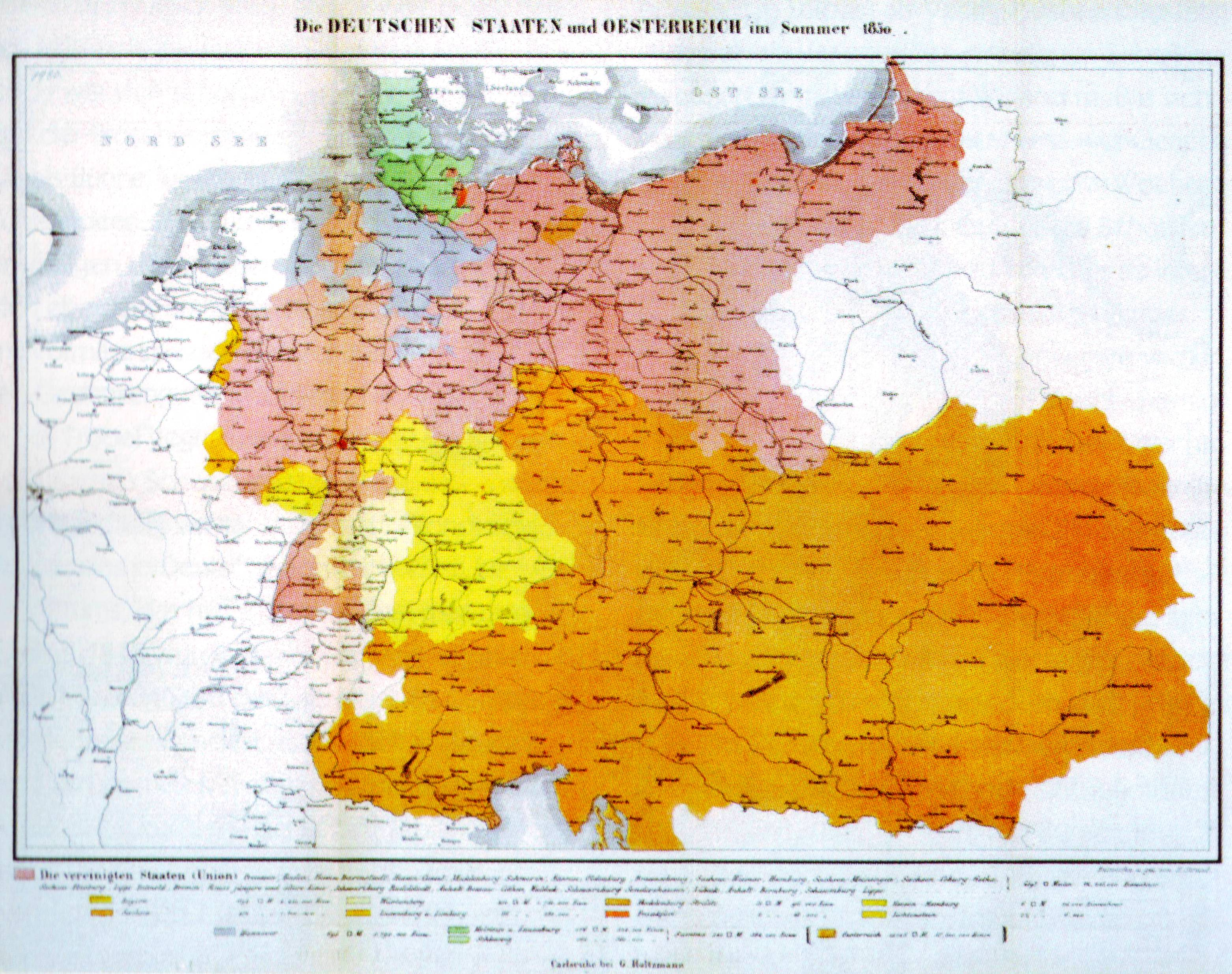
Die Erfurter Union im Jahr 1850, auf dieser Karte in hellrosa

Als Preußen 1849/1850 sich um die „Erfurter Union“ bemühte, wollte es zunächst einen Doppelbund mit Österreich. Dazu nahm die preußische Regierung im Frühjahr 1849 Kontakt mit Österreich auf. Der damalige Ausdruck für den engeren Bund, den Bundesstaat, war damals noch „Deutsches Reich“, und für den weiteren Bund mit Österreich „Union“. Erst später erhielt der angestrebte Bundesstaat den Namen „Deutsche Union“ (in der Geschichtswissenschaft meist „Erfurter Union“). Österreich lehnte solche Ideen allerdings ab, weil es seine bisherige Vormachtstellung in Deutschland bedroht sah und befürchtete, dass sich die Gewichte innerhalb Deutschlands zu sehr in Richtung Preußen verschoben hätten.
Zeitweise hätte Österreich Preußen allenfalls zugestanden, einen gewissen engeren Bund innerhalb Deutschlands zu bilden. Dieser durfte allerdings kein Bundesstaat sein und hätte beispielsweise kein direkt gewähltes Parlament haben dürfen. Stattdessen hätten die Abgeordneten der betroffenen Landesparlamente eine Art Repräsentativorgan bilden können. Österreich lehnte auch eine Ausweitung der damaligen Erfurter Union auf die noch nicht hinzugestoßenen Staaten wie Bayern ab.

## Ende des Deutschen Bundes und Ausblick
In den Jahren nach 1851, vor allem in der Reaktionsära, arbeiteten Österreich und Preußen wieder im Deutschen Bund zusammen. Dennoch gab es in Preußen weiterhin Politiker, die einen kleindeutschen Bundesstaat befürworteten. Dabei wurde gelegentlich auch der Gedanke an einen Doppelbund angesprochen.
Der Deutsche Bund bestand noch bis 1866. Spätestens mit der sogenannten deutschen Reichsgründung war Österreich aus Deutschland ausgeschieden. Im Jahr 1879 kam es allerdings zu einem militärischen Bündnis zwischen dem Deutschen Reich und Österreich-Ungarn: den Zweibund. In gewisser Weise kann man hierin einen Nachklang des Doppelbundes sehen, wenngleich der Zweibund als Zusammenschluss lockerer war, als es der weitere Bund gewesen wäre.

## Belege
1. ↑  Ernst Rudolf Huber: Deutsche Verfassungsgeschichte seit 1789. Band I: Reform und Restauration 1789 bis 1830. 2. Auflage, Verlag W. Kohlhammer, Stuttgart [u. a.] 1967, S. 512/513.
2. ↑  Frank Möller: Heinrich von Gagern. Eine Biographie. Habilitationsschrift. Universität Jena, 2004, S. 143–145.
3. ↑  Ernst Rudolf Huber: Deutsche Verfassungsgeschichte seit 1789. Band II: Der Kampf um Einheit und Freiheit 1830 bis 1850. 3. Auflage. W. Kohlhammer, Stuttgart u. a. 1988, S. 886–888.
4. ↑  Ernst Rudolf Huber: Deutsche Verfassungsgeschichte seit 1789. Band II: Der Kampf um Einheit und Freiheit 1830 bis 1850. 3. Auflage, Verlag W. Kohlhammer, Stuttgart [u. a.] 1988, S. 901/902.
5. ↑  Frank Möller: Heinrich von Gagern. Eine Biographie. Habilitationsschrift. Universität Jena, 2004, S. 413/414.